# Rummukkajärvi
Rummukkajärvi är en sjö i kommunen Jalasjärvi i landskapet Södra Österbotten i Finland. Sjön ligger 144,9 meter över havet. Arean är 71 hektar och strandlinjen är 4,58 kilometer lång. Sjön  ingår i Kyro älvs huvudavrinningsområde.   Den ligger omkring 55 kilometer söder om Seinäjoki och omkring 260 kilometer nordväst om Helsingfors. 